# Мащенко, Олег Иванович
Мащенко Олег Иванович (род. 19 августа 1950, Брянка, Ворошиловградская область) — российский политический деятель, депутат Государственной Думы ФС РФ третьего созыва (1999—2003) и четвертого созыва (2003—2007).

## Биография
Окончил Краснодарский политехнический институт.

### Депутат государственной думы
Избран в декабре 1999 г. депутатом Государственной Думы по 42 Прикубанскому избирательному округу: был выдвинут от группы избирателей, поддерживался краевым движением «Отечество (Кондратенко)», получил 42,4 %. Входил в Агропромышленную депутатскую группу, был членом Комитета по промышленности, строительству и наукоемким технологиям.
Повторно избран депутатом Государственной Думы в декабре 2003 г. по списку блока «Родина» (Кубанская региональная группа). Член Комитета по промышленности, строительству и наукоемким технологиям, председатель Экспертного совета Комитета по жилищному законодательству и реформе жилищно-коммунального хозяйства.